# Latimeriopodobne
Latimeriopodobne, celakantopodobne (Coelacanthimorpha) – podgromada ryb mięśniopłetwych obejmująca jeden rząd:
- Coelacanthiformes – latimeriokształtne